# Weisser-Stein Turm
Der Weisse-Stein Turm ist ein 1906 von Mitgliedern des Odenwaldklubs errichteter 23 m hoher Aussichtsturm auf dem 548,9 m ü. NHN hohen Weißen Stein östlich von Dossenheim im baden-württembergischen Rhein-Neckar-Kreis. Der Turm wurde mit Sandsteinquadern aufgemauert und steht unter Denkmalschutz.

## Geschichte
Der Vorläufer des Turms war aus Holz errichtet und hatte nur eine Lebensdauer von 16 Jahren. 1998 wurde der heutige Turm an die Gemeinde Dossenheim verkauft, auf deren Gemarkung der Weiße Stein liegt.

## Beschreibung
Der Weisse-Stein Turm hat einen quadratischen Grundriss mit einer Kantenlänge von ca. 5,2 m und verjüngt sich ab etwa 2/3 Höhe auf ca. 3,5 m Kantenlänge. Er ist allseitig von einer ca. 1,2 m hohen Mauer umgeben, die mit zwölf gemauerten Pfeilern ein mit Biberschwanzziegeln gedecktes Dach trägt, dessen Oberkante bis etwa 1/3 der Turmhöhe reicht. Dadurch ergibt sich ein großer Unterstandsraum.
Über der Zugangstür an der Südseite des Turms ist mittig eine Gedenktafel des Odenwaldklubs angebracht, die an den Bau des Turms 1906, an den im Ersten Weltkrieg gefallenen Vorstand des Odenwaldklubs J. Greber und an alle im Krieg gefallenen Wanderer erinnert. Seitlich von dieser befinden sich Inschriften in Erinnerung an den Bau des Turms. Die einer Kreuzform folgende Wendeltreppe im Turminneren aus Sandsteinstufen endet in 16,3 m Höhe an einer Betonplatte, von der eine Metallwendeltreppe zur 19 m hohen Aussichtsplattform führt. Diese bot früher durch die vier Fenster einen guten Ausblick auf die umliegenden Berge des Odenwalds, der inzwischen jedoch sehr eingeschränkt ist, da ringsum hohe Bäume stehen. Den oberen Abschluss des Turms bildet ein Pyramidendach aus Kupfer, dessen Spitze 4 m über der Aussichtsplattform liegt.

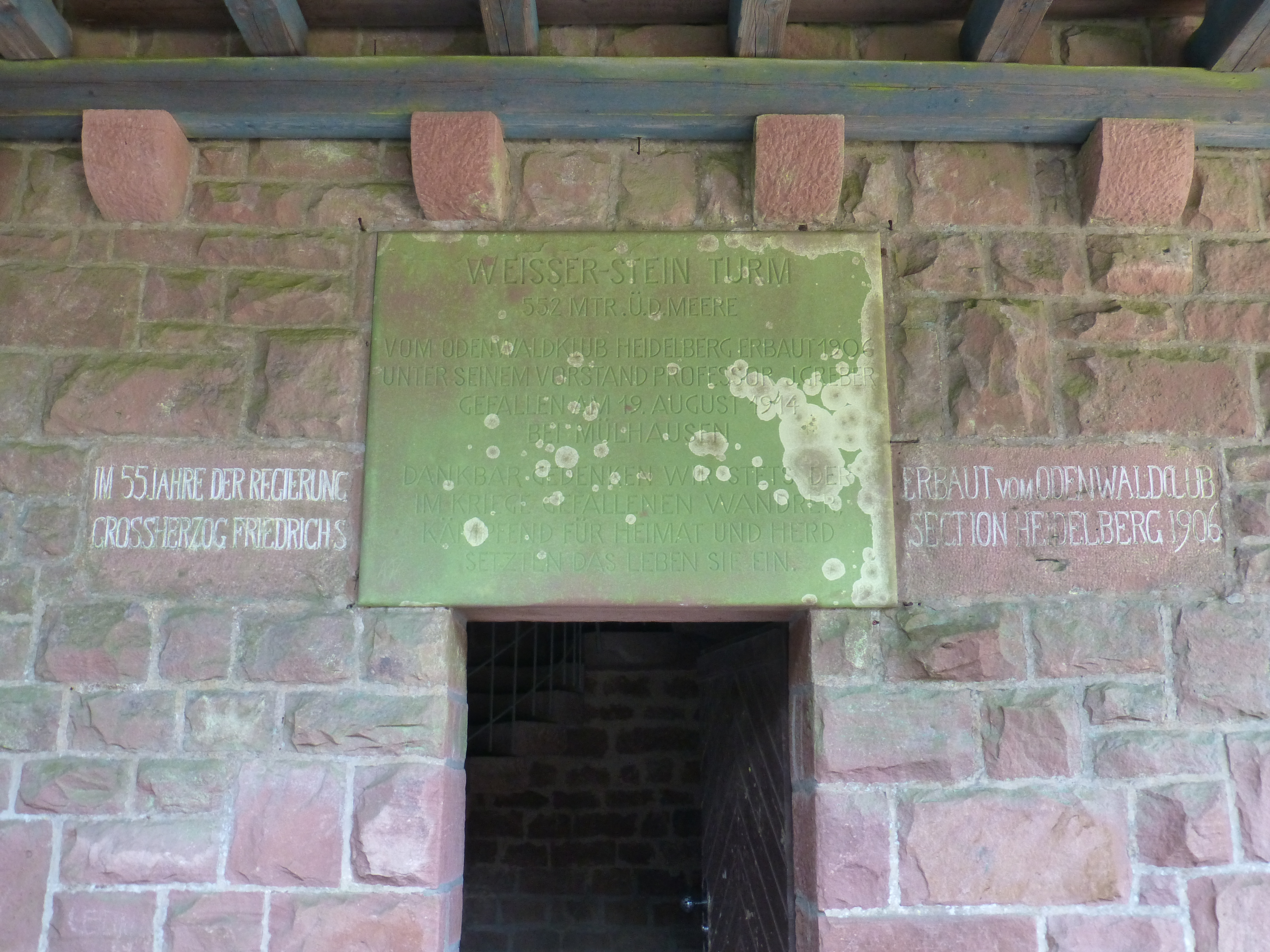
Gedenktafel und Inschriften über dem Eingang zum Turm
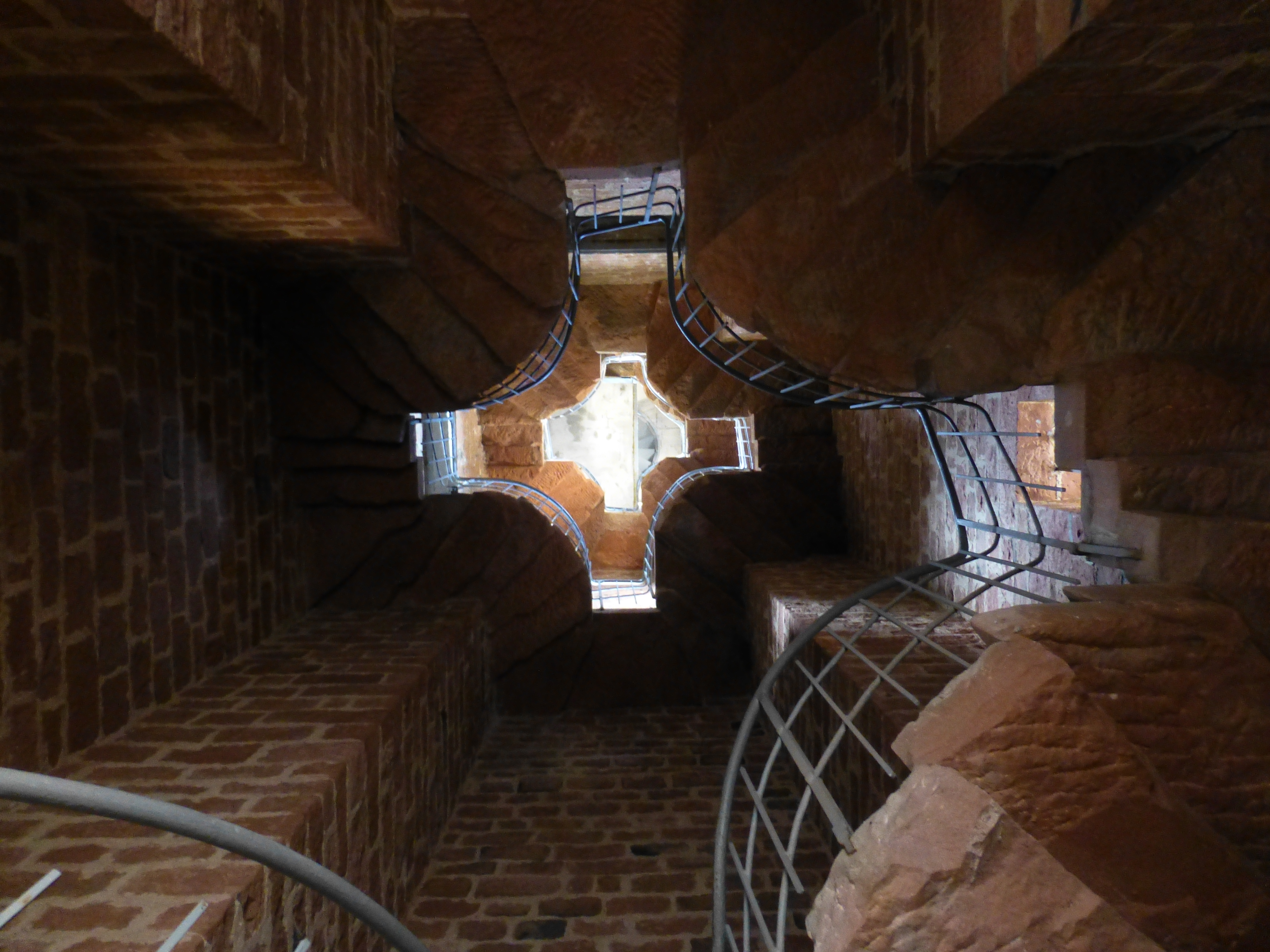
Treppenaufgang im Turm
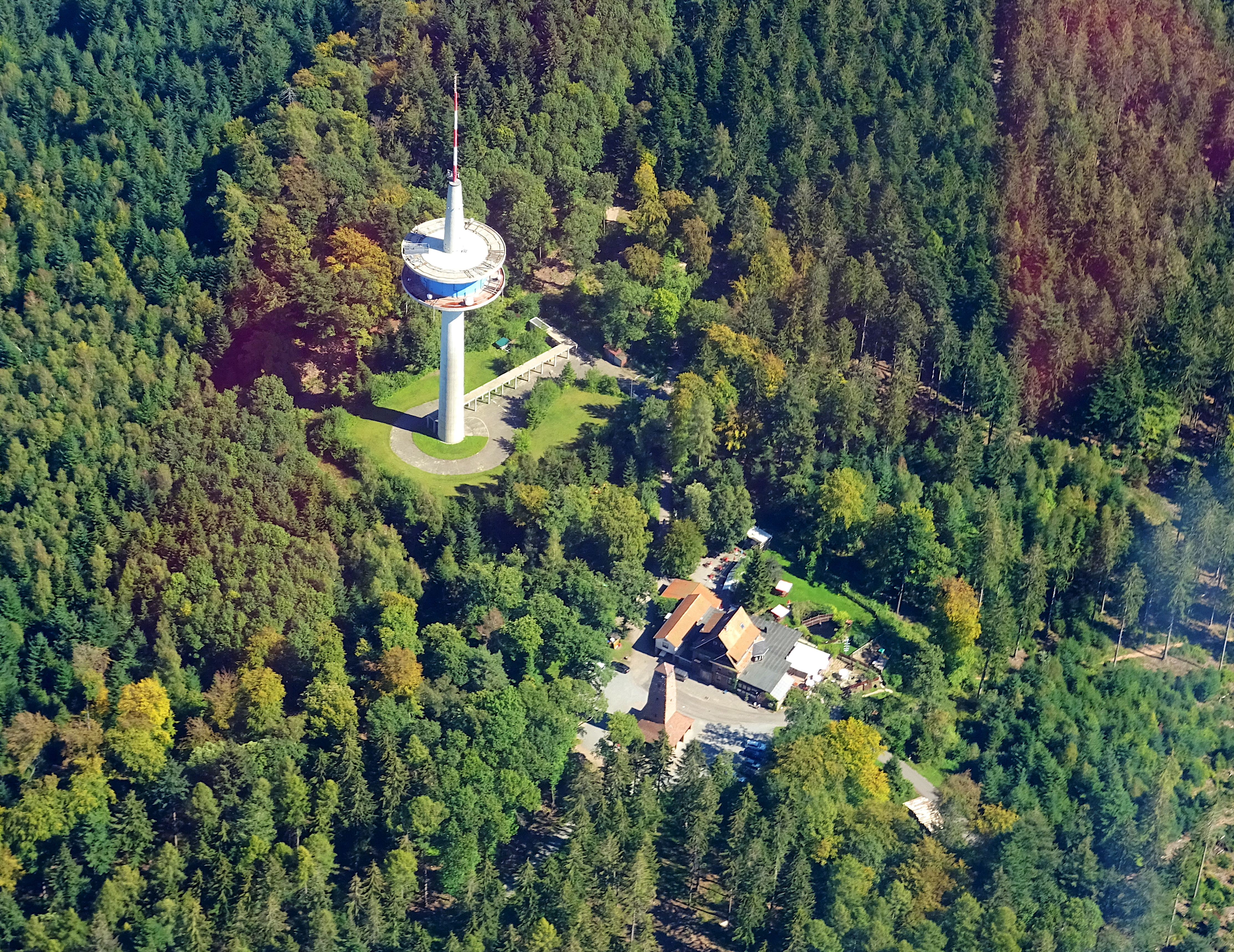
Luftaufnahme der Türme auf dem Weißen Stein